# Saint-Geniès
 Saint-Geniès  es una población y comuna francesa, situada en la región de Aquitania, departamento de Dordoña, en el distrito de Sarlat-la-Canéda y cantón de Salignac-Eyvigues.

## Demografía
| 812 | 765 | 731 | 702 | 735 | 815 |
| Para los censos de 1962 a 1999 la población legal corresponde a la población sin duplicidades (Fuente: INSEE [Consultar]) |     |     |     |     |     |